# IC 3207
IC 3207 је спирална галаксија у сазвјежђу Береникина коса која се налази на листи објеката дубоког неба у Индекс каталогу.
Деклинација објекта је + 24° 21' 16" а ректасцензија 12h 21m 52,5s. Привидна величина (магнитуда) објекта IC 3207 износи 15,2 а фотографска магнитуда 16,0.